# Giovanni Coccoluto
Giovanni Coccoluto (Trieste, 5 agosto 1993) è un velista italiano.

## Risultati
- Medaglia d'oro al campionato europeo Laser 4.7 (2009)
- Medaglia d'oro al campionato del mondo giovanile Laser Radial (2010)
- Medaglia di bronzo al campionato del mondo giovanile ISAF (2010)
- Medaglia d'oro al campionato del mondo giovanile Laser Radial (2011)
- Medaglia di bronzo al campionato del mondo giovanile ISAF (2011)
- Medaglia d'oro al campionato del mondo under 21 Laser Standard (2012)